# Mehádia

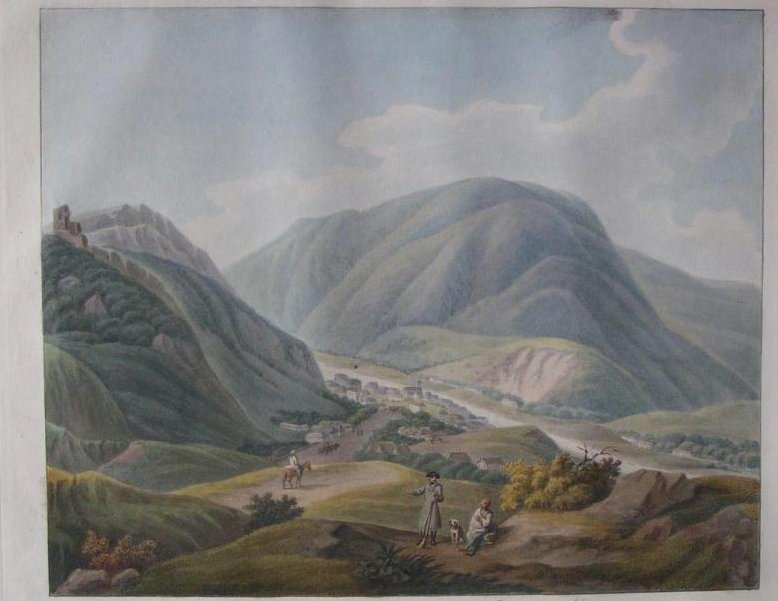
Mehádia látképe (Franz Jaschke, 1821)

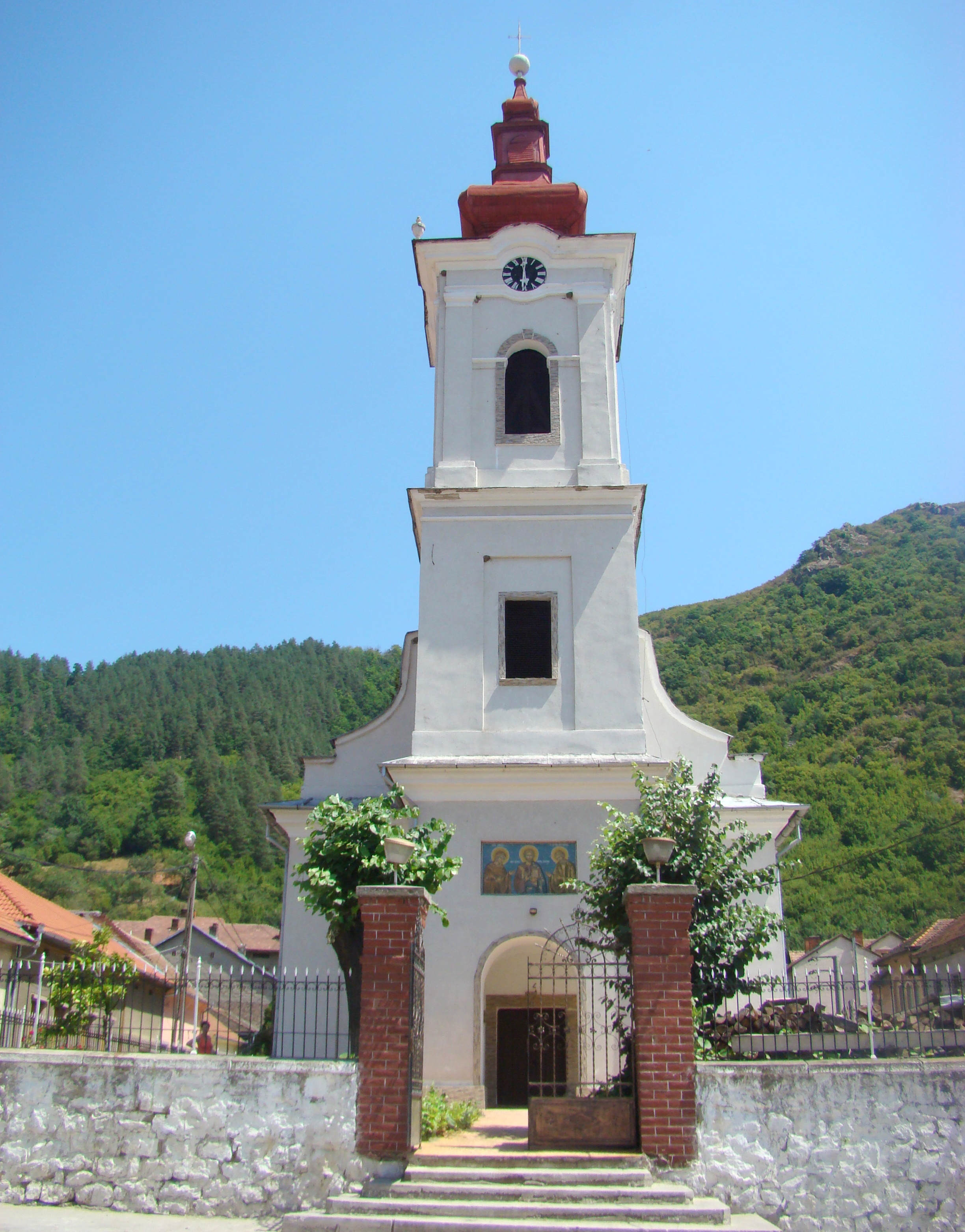
Ortodox templom

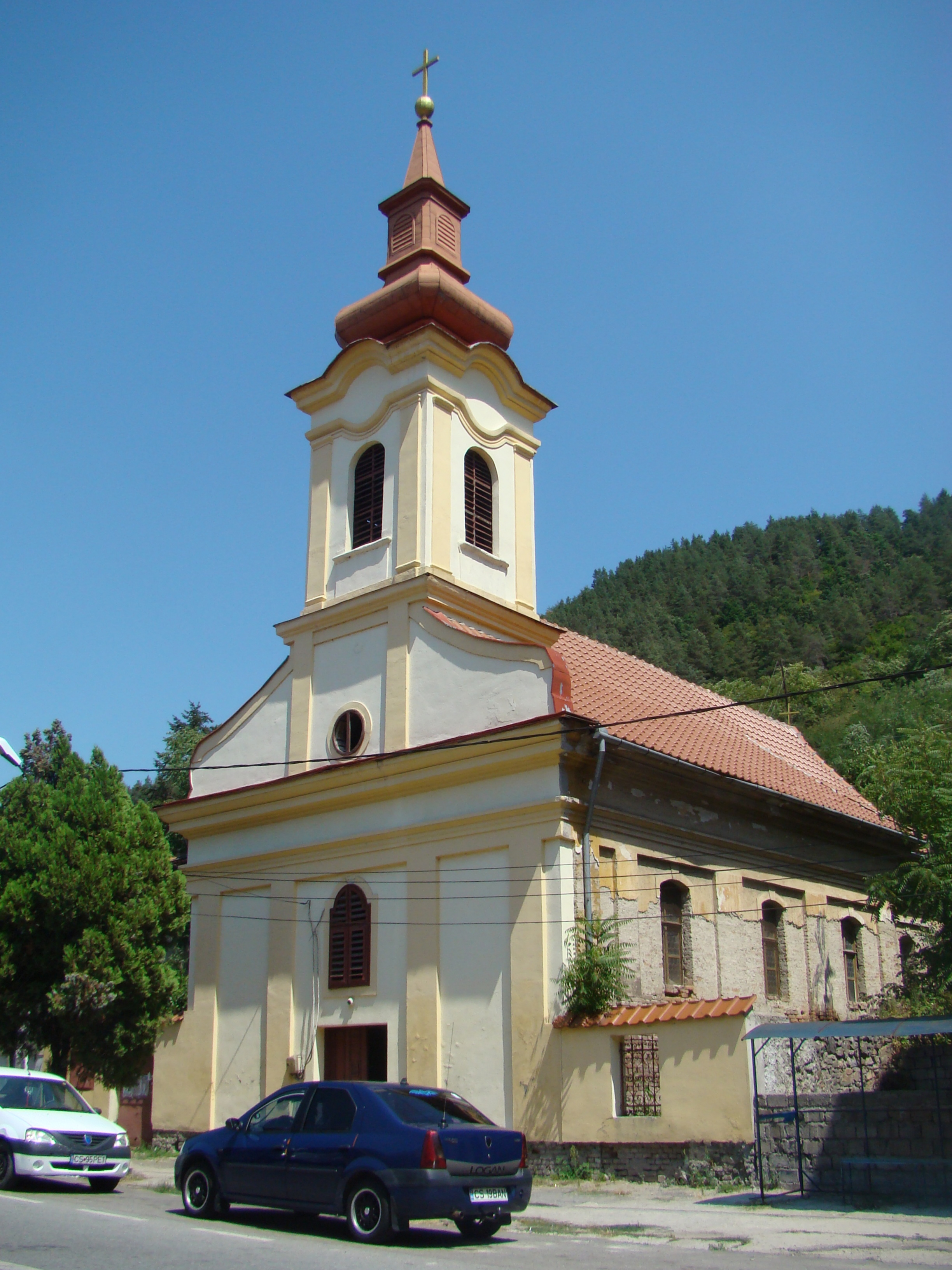
Római katolikus templom

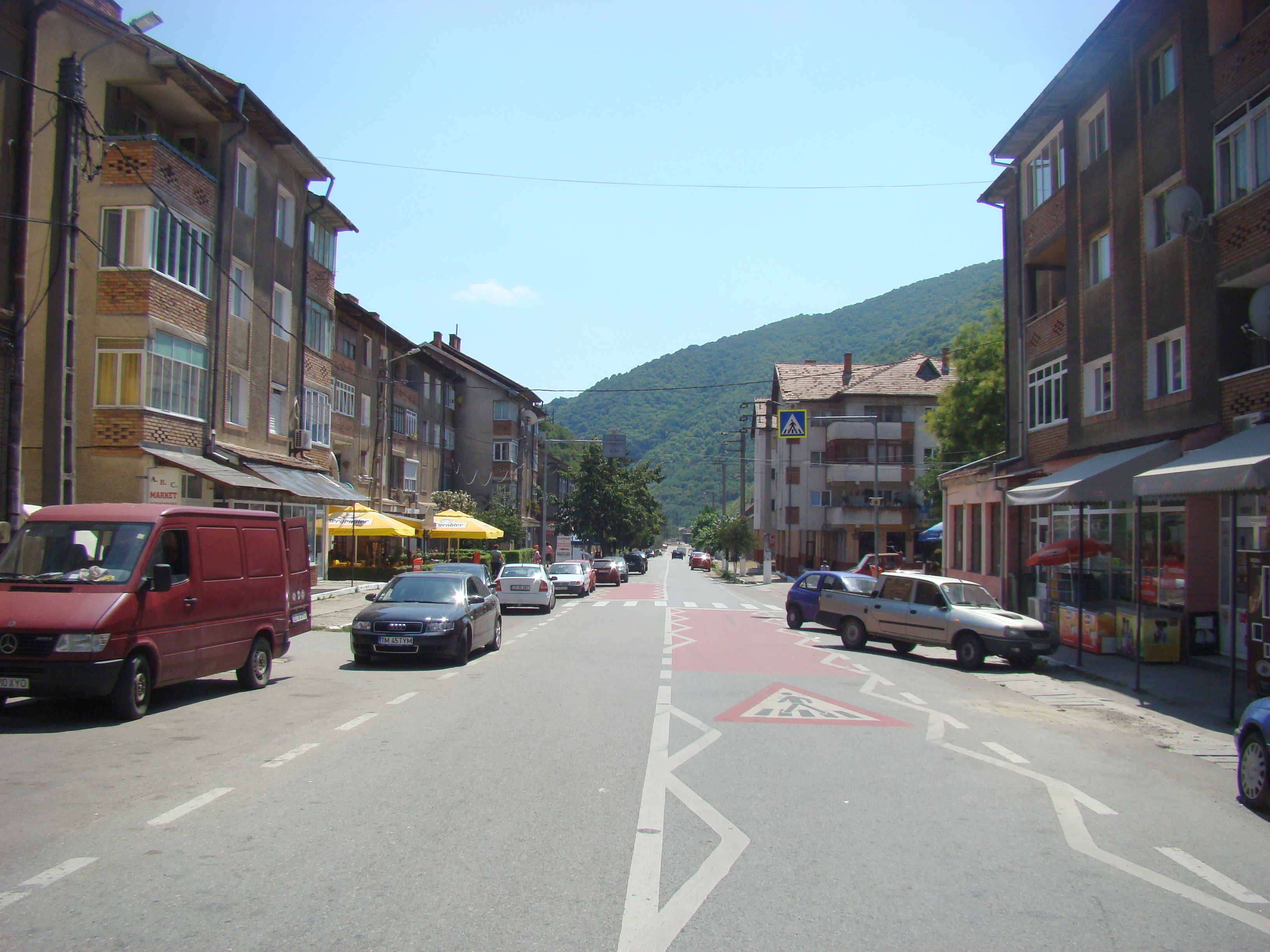

Mehádia (románul: Mehadia) falu Romániában, a Bánságban, Krassó-Szörény megyében.

## Fekvése
Orsovától 23 km-re északra, Herkulesfürdőtől 11 km-re északnyugatra, a Belaréka patak hegyektől körülvett szűk völgyében fekszik.

## Nevének eredete
A rómaiak Ad Mediam néven települést és katonai tábort alapítottak határában. A középkori vár magyar neve oklevelekben Miháld volt (1323, Mihald, 1349, Myhold). A román tudomány hagyományosan az előbbiből, a magyar – Pesty Frigyes óta – az utóbbiból származtatja nevét (Mihály személynév + -d képző). A mai név első előfordulása: Mehadia (1614). A helységnévrendezés idején Krassó-Szörény vármegye is ragaszkodott a világszerte ismert helységnév meghagyásához, ezért nem változtatták meg Miháldvárára.

## Története
A római tábor a falutól északnyugatra, a Belaréka és a Bolvasnica patakok összefolyásánál, az E70-es autóút mellett állt és a Sarmizegethusába vezető utat védte.
A 10–11. században helyén magyar település létezett. Vára az 1241–1242-es tatárjárás után épült. Kenézi kerület központja volt, melyhez a 14–15. században tizenkét ma is létező és több mára elpusztult falu tartozott. 1387-ben a várat Losonczi László visszafoglalta a pártütő Horváthi Jánostól és Palisnai Jánostól. 1428-ban oppidumként említik, ekkor Luxemburgi Zsigmond közgyűlést tartott itt a kerület kenézeinek és nemeseinek.
Várát a törökök 1440-ben előbb sikertelenül ostromolták, majd 1523-ban elfoglalták. 1529-ben Szapolyai János kezén volt, 1605-ben Bocskai török segítséggel foglalta el. 1630-tól hosszabb időre újra a törököké. 1626-ban kétszáz lovasból és ugyanannyi gyalogosból álló erdélyi, 1634-ben 65 fős török, 1692-ben 60-100 fős császári helyőrség védte. 1693-ban Thököly ostromolta.
1717-ben a település 75 házból állt. 1713 és 1717 között a császáriak új erőd- és sáncrendszert építettek, lezárva az Orsováról Karánsebes felé vezető utat. Ez a falu egyik végében az egyik oldalával a hegynek támaszkodó, négyszögű erődből, a másik végében ugyancsak négyszögű, sarkain bástyákkal erődített sáncműből és két elővédből állt. 1737 és 1739 között az erődrendszer nyolcszor cserélt gazdát a törökök és a császáriak között. 1737-ben a törökök három nap alatt, tíz roham után vették be. 1738. május 28-án a Piccolomini vezette helyőrség tíz nap után adta meg magát a Hadzsi Mohamed vezette szpáhiknak. Július 17-én viszont már az itt táborozó kétezer janicsár engedte át az erősséget Lotaringiai Ferenc seregének. A törökök ezután még kétszer elfoglalták, majd 1740-ben, a belgrádi béke feltételeinek megfelelően lerombolták.
A háború után ismét katonai támaszpontnak rendezték be, kaszárnyákkal és részben német lakossággal. Itt építették föl a Habsburg hatóságok a három fogadó (han) egyikét, melyekben a birodalomban nagykereskedelmet folytató ottomán alattvalók kötelezően meg kellett hogy szálljanak. 1751-től önálló kerület székhelye. 1757-ben vámhivatalt állítottak föl benne. 1768-ban ide hívták össze az Orsova környéki falvak népét, a határőrvidék megszervezése céljából. 1774 és 1777 között az oláh-bánsági határőrezred székhelye. 1774-től határőriskola és a napóleoni háborúkig hadigyógyszertár működött benne. 1788-ban újra török katonaság szállta meg, de 1789. augusztus 28-án, az orosz-osztrák–török háborúban Clerfayt császári táborszernagy a helység határában szétverte a törököket. 1792-ben 23 aranymosó cigánycsaládot is összeírtak benne, akiknek nagy része az akkoriban itt működő katonai téglaégetőnél dolgozott. 1828-tól a korábbi globoreui század székhelye. J. C. Hoffmannsegg szászországi természetbúvár tanúsága szerint az 1790-es években lakói tömegesen fogták össze a kövek alatt tenyésző skorpiókat. Tartóba téve ki-ki olajat öntött rá, és ezt a „skorpióolajat” skorpió- vagy kígyómarás ellen, külsőleg alkalmazták.
1888-ig a községhez tartozott Herkulesfürdő, amely csak I. Ferenc rendeletére kapta mai nevét, korábban (és még az 1870-es évekig is gyakran) Mehádiai fürdőknek (latinul Mehadienses Thermae vagy Thermae ad Mediam) nevezték.
1849. április 22-étől itt volt Malkowsky osztrák tábornok 9200 fős seregének főhadiszállása. Augusztus 23-án itt vívták a szabadságharc utolsó ütközetét, amelyben Fockner ezredes lengyel és olasz honvédserege azért ütközött meg az osztrákokkal, hogy biztosítsa a magyar vezetők menekülését Törökország felé.
A katonai határőrvidék feloszlatása után, 1873-tól Szörény, majd 1880-tól Krassó-Szörény vármegyéhez tartozott. 1861-től iparosegyesület működött benne német nyelven, bár 36 tagja közül 1899-ben 23 román volt. Az első vonat 1878-ban haladt át rajta. 1879-ben Füredi János indított ismét gyógyszertárat. A 19. század végén látogatott marhavásárokat tartottak itt és jó hírű volt bortelmelése. 1910-ben Hertzog András nyitott benne szállodát. 1904-ben alapították első takarékpénztárát, majd 1911-ben a Luceafărul bankot.
Szénbányáját 1873-ban nyitotta meg egy zürichi székhelyű részvénytársaság, de hamarosan a StEG tulajdonába került. 1879-ben még mindössze tizenkét bányász dolgozott benne. A bányászok házaiból később Mayer néven új településrész fejlődött ki. 1900-ban egy prágai bankcsoport vette meg a bányát, amely 1920-ban 17 900, 1926-ban 36 500 tonna szenet termelt ki és amely 1923-ban háromszáz bányásznak adott munkát. A bánya 1929 körül vált veszteségessé és 1935-ben bezárt. A kitermelést 1979-ben kezdték újra és 1984-ben a bányászok számára egy új lakónegyedet adtak át. Az 1990-es években a bányászat ismét megszűnt.

## Lakossága
- 1842-ben 1570 ortodox és 111 római katolikus lakosa volt.
- 1910-ben 2504 lakosából 2071 román, 205 német, 132 magyar, 30 szerb és 26 horvát anyanyelvű, 2112 ortodox és 322 római katolikus vallású volt.
- 2002-ben 2345 lakosából 2321 román nemzetiségű, 2265 ortodox, 42 baptista és 22 római katolikus vallású.

## Látnivalók

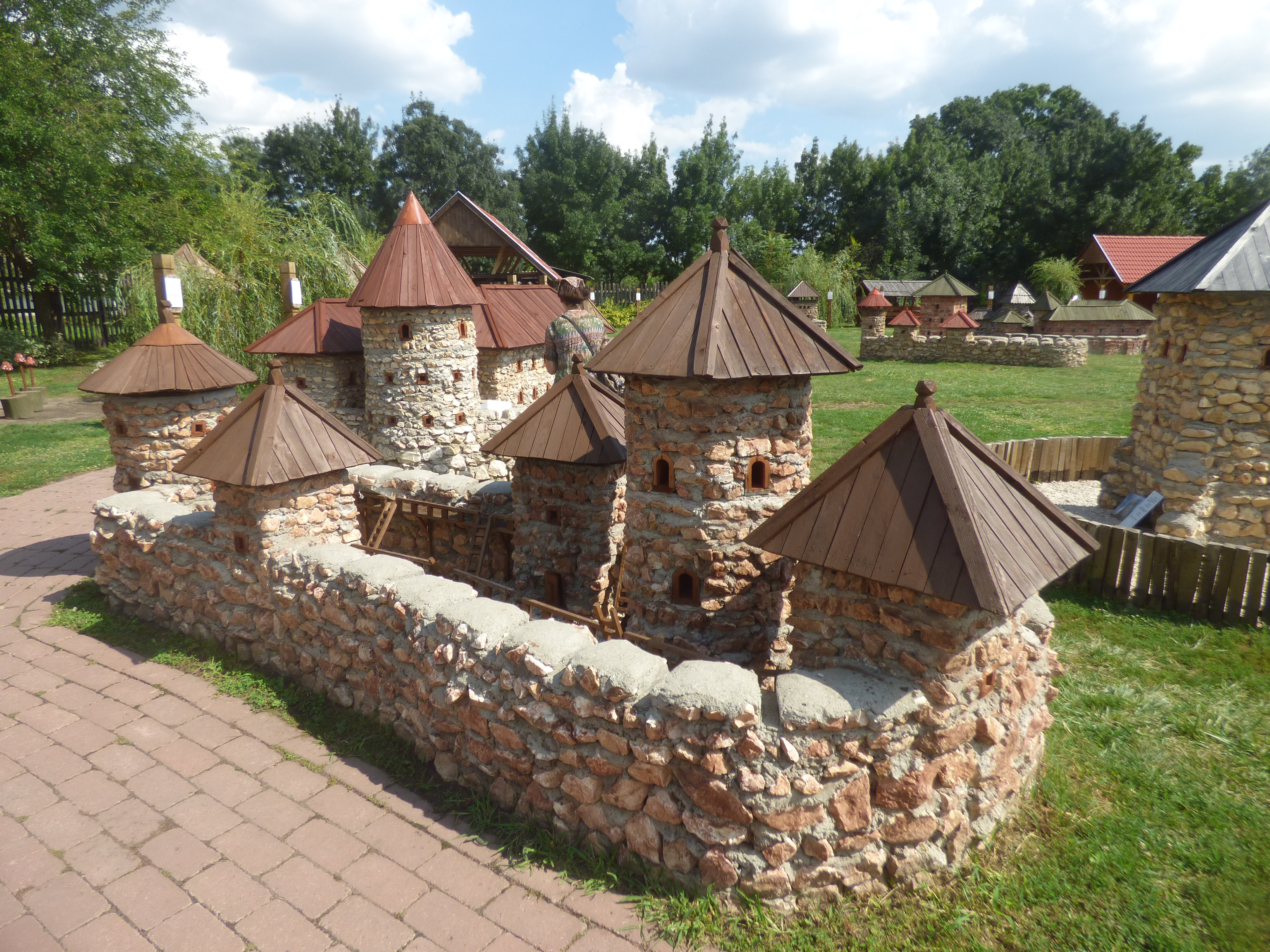
Miháld várának makettje a dinnyési Várparkban

- A várostól északkeletre áll Miháld várának maradványa, a lakótorony 15 méter magas romja. Az 1980-as években végzett feltárás leletei alapján a 14. század elején épült.[5]
- Két kilométerre északra, a Belaréka partján középkori templomrom. Római téglák és cserepek felhasználásával épült, a hajó falai egy részen még 4,2 méter magasan állnak.[6] Teremtemplom volt, egykori méretei 7,4–7,6×4–5,2 m. Mellette 12–13. századi falu maradványait tárták föl.[7]
- Római katolikus temploma 1740 körül, az ortodox 1856-ban épült.

## Gazdasága
A községben hat fafeldolgozó vállalat működik.

## Oktatás
A településen Nicolae Stoica de Hațeg Technológiai Líceum néven középiskola működik, melynek elődjét 1964-ben alapították.

## Híres emberek
- Itt született 1750-ben és itt szolgált esperesként 1792 és 1833 között Nicolae Stoica de Hațeg, a Bánát történetírója. Itt is temették el, sírkövét beépítették a mai ortodox templom falába.

## Testvértelepülése
- Gratkorn, Ausztria